# Боски, Фабрицио
Фабрицио Боски (итал. Fabrizio Boschi; 1572, Флоренция — 1642, Флоренция) — итальянский живописец флорентийской школы периода барокко.

## Биография
Ученик Доменико Пассиньяно, Фабрицио был племянником по отцовской линии художников Франческо и Альфонсо Боски, родственников по материнской линии Маттео Росселли, живописца раннего барокко, одного из главных представителей стиля контрреформации в Италии. Филиппо Бальдинуччи определял искусство Боски как «прекрасные идеи, выраженные с благородством манеры» (belle idee espresse con nobiltà di maniera), и хвалил его способность «размещать многочисленные фигуры в алтарях».
Фабрицио Боски вместе с Пассиньяно работал над украшением флорентийского Собора к свадьбе Козимо II Медичи с Марией Маддаленой Австрийской. Боски выполнял декоративные росписи, прославляющие Микеланджело в Каза-Буонарроти, и был среди художников фасада дворца Антелла на площади Санта-Кроче во Флоренции.
Считается, что после пребывания в Риме в 1602—1606 годах Фабрицио Боски обогатил «флорентийскую натуралистическую тенденцию сильной световой акцентацией и тёплой хроматической интонацией».
Другие работы — это наружный табернакль Барджелло, а также картины для различных флорентийских церквей, включая Санта-Лючия деи Маньоли, Санта-Агата, Сан-Марко, он также написал два люнета в монастыре Сант-Агата-Антонино, выполнял росписи в церквях Санта-Тринита, Сан-Лоренцо, Сан-Джованнино-деи-Кавальери, Сан-Пьер-Маджоре и в Чертозе ди Галуццо. «Тайная вечеря» в трапезной Оспедале Бонифачо на Виа Сан-Галло датируется 1619 годом. Вскоре после этого он работал в Казино Медичи ди Сан-Марко. Одна из его картин была также заказана Марией Медичи для Люксембургского дворца в Париже. Его работы также можно найти в Пистое и Кастильоне-д’Орча (Тоскана).
Его учениками были Симоне Пиньони, Якопо Кьявистелли, Джованни Рози и другие. С июля по ноябрь 2006 года музей Каза-Буонарроти во Флоренции посвятил художнику монографическую выставку, целью которой было заново открыть и оценить его творчество.

## Галерея
- Святой Бонавентура посещает узников. Табернакль дворца Барджелло. 1591. Флоренция
- Иоанн Креститель. Фреска. 1605-1610. Чертоза ди Фиренце
- Благовещение. Церковь святых Михаила и Гаэтано, Флоренция
- Тайная вечеря. Фреска. 1619. Оспедале Бонифачо, Флоренция
- Распятие Святого Петра. 1631-1633. Фреска. Церковь Санта-Тринита, Флоренция
- Мученичество святого Эстебана. 1617. Церковь Санта-Феличита, Флоренция
- Несение креста со святыми Кальваро и Вероникой. 1613. Деталь фрески люнета в церкви Сант-Аполлониа, Флоренция
- Святая Магдалина. Палаццо Питти, Флоренция